# Georg Winter (Mediziner)
Georg Anton August Alexander Winter (* 22. Juni 1856 in Rostock; † 13. März 1946 in Baden-Baden) war ein deutscher Gynäkologe, Hochschullehrer und Rektor der Universität Königsberg.

## Leben
Georg Winter, der in Rostock als Sohn des Kaufmanns und Tuchhändlers Johann Gottlieb Georg Winter aufwuchs, studierte von 1875 bis 1881 Medizin in Rostock und Heidelberg. Nach der Promotion (1881) war er von 1881 bis 1883 Assistent an der Medizinischen Klinik in Heidelberg. Danach arbeitete er als Schiffsarzt für eine holländische Reederei. Von 1884 bis 1897 war Winter Assistenzarzt an der Universitäts-Frauenklinik in Berlin bei Karl Schroeder und Robert von Olshausen. Er habilitierte sich 1887 in Berlin und wurde 1893 zum außerordentlichen Professor an der Berliner Universität ernannt. 1897 folgte Winters Berufung zum ordentlichen Professor und Direktor der Universitäts-Frauenklinik an die Universität Königsberg. Im Amtsjahr 1912/13 war er Rektor der Universität Königsberg. Winter wurde 1924 emeritiert; seit 1934 lebte er in Baden-Baden, wo er kurz nach dem Ende des Zweiten Weltkriegs starb.
Winter war seit 1926 Mitglied der Deutschen Akademie der Naturforscher Leopoldina. Im Jahr 1941 erhielt er die Goethe-Medaille für Kunst und Wissenschaft.
Von 1890 bis zur Scheidung 1939 war er mit der Theaterschauspielerin Maria Ortwin verheiratet.

## Hauptwerke
- Über die Recidive des Uteruskrebses, insbesondere über Impfrecidive, Stuttgart 1893.
- Lehrbuch der gynäkologischen Diagnostik, Leipzig 1896 (3. Aufl. Leipzig 1907).
- Die Indikationen zur künstlichen Sterilisierung der Frau, Berlin/Wien 1920.
- Der künstliche Abort. Indikationen, Methoden, Rechtspflege; für den geburtshilflichen Praktiker, Stuttgart 1926.
- Lehrbuch der operativen Geburtshilfe für Ärzte und Studierende, Berlin 1927 (2. Aufl. Berlin/Wien 1934).